# Oxalis confertissima
Oxalis confertissima là một loài thực vật có hoa trong họ Chua me đất. Loài này được A. St.-Hil. mô tả khoa học đầu tiên năm 1825.